# Сил, Джейни
Дже́йни Сил (англ. Jaynie Seal; 18 мая 1973, Австралия) — американская журналистка и телеведущая.

## Биография
Джейни Сил родилась 18 мая 1973 года в Австралии.

## Карьера
Джейни Сил является одной из самых известных и популярных медийных личностей Австралии.
В настоящее время Джейни является регулярной ведущей «MORNINGS» на «Channel 9», представляющую сегменты на воспитание и пропаганду здорового образа жизни для семьи и представления рекламы.
Джейни также является лицом «Nine Entertainment Co.'s CUDO» и ведёт «Lotto» и также соведущей новогоднего шоу в течение последних 3 лет. Она также является ведущей прогноза погода «Sky News Weather on Foxtel».
Джейни в настоящее время изучает питание и работает над созданием шоу для содействия веселья и здорового образа жизни для детей.

## Личная жизнь
Джейни замужем за журналистом Эдом Филлипсом (род.1966). У супругов есть два сына — Хэйден Уильям Филлипс (род.02.08.2007) и Реми Рэймонд Филлипс (род.03.05.2011).